# Барсов, Николай Николаевич
Никола́й Никола́евич Ба́рсов (6 сентября 1901, Уфа — 1 октября 1981, там же) — краевед, статистик, плановик-экономист.

## Биография
- 1911 — поступил учиться в Уфимскую правительственную гимназию;
- 1920 — окончил 2-ю Советскую трудовую школу 2-й ступени в городе Уфе. Ныне школа № 11 города Уфы;
- 1920 — начал трудовую деятельность инструктором Уфимского губсовнархоза;
- 1922 — Московские курсы инструкторов-экономистов промысловой кооперации;
- 1923—1924 и 1927—1930 — работал в ЦСУ Башкирской АССР. Специализировался в области демографической, коммунальной и санитарной статистики;
- 1930—1936 — работал в Башкомхозе НКВД, реорганизованный потом в Наркомат коммунального хозяйства БАССР на должностях экономист, начальник сектора учёта, начальник планово-финансового отдела;
- 1936—1937 — работал в Госплане БАССР;
- 1938—1943 — Башкирский медицинский институт, лаборант, старший преподаватель кафедры социальной гигиены;
- 1943—1961 — работал в Госплане БАССР начальником отдела коммунально-жилищного хозяйства, отдела просвещения, культуры и здравоохранения, отдела перспективного планирования;

Кроме основной работы:
- 1931—1932 — по совместительству работал в Башкирском филиале Гипрогора РСФСР в качестве руководителя группы экономических обоснований;
- в Башкирском НИИ социалистической гигиены и здравоохранения старшим научным сотрудником;
- участвовал (или по составлению технико-экономического обоснования, или в качестве эксперта архитектурного совета) во всех крупных проектно-планировочных работах по новым и реконструированным городам Башкирии до 1961 года.
- занимался краеведением, работал в основном по истории историю статистики, книжного, библиотечного дела, края, города Уфы. Собранный материал хранится в его личном фонде в Центральном государственном историческом архиве РБ;
- был тесно связан с республиканской библиотекой им. Н. К. Крупской и выйдя на пенсию, стал председателем общественного совета библиотеки.

В 1917 — 1923 годах состоял в партии эсеров. Неоднократно подвергался репрессиям по делу эсеров. В 1924—1926 гг. содержался в Суздальском изоляторе, в 1926—1927 гг. в Бутырской тюрьме.
- Председатель бюро Уфимского кружка социал-революционной молодежи;
- Член и секретарь Уфимского губернского комитета меньшинства Партии социалистов-революционеров (ПСР);
- В 1922 кандидат в члены, затем член Центрального бюро меньшинства ПСР.

## Труды
- Национальный состав населения БАССР (по районам проживания главных народностей) //Хозяйство Башкирии. 1928 № 8, 9;
- К истории переписей населения в Башкирской АССР //Записки Башкирского филиала географического общества СССР. 1960. Вып.2;
- На заре книжного и библиотечного дела в Уфе //По тропам былого: Краеведческий сборник. Уфа, 1980.
- К истории статистики БАССР. в соавторстве. Уфа, 1968.

## Награды
- многочисленные почётные грамоты;
- медаль «За доблестный труд в Великой Отечественной войне 1941—1945 гг.»;
- юбилейная медаль «Тридцать лет победы в Великой Отечественной войне 1941—1945 гг.»